# Revolución cultural en la Unión Soviética

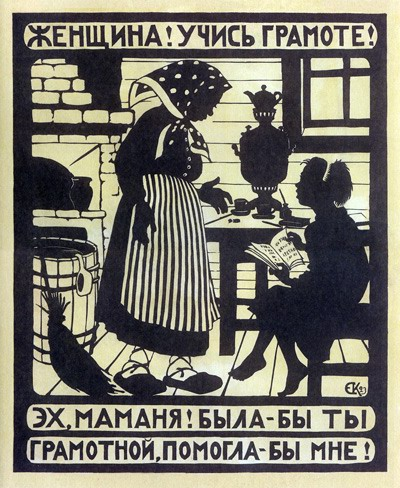
- ¡Mujer, aprende a leer y escribir! - ¡Oh, Madre! Si supieras leer y escribir, ¡podrías ayudarme! Un cartel de Elizaveta Kruglikova promoviendo la alfabetización femenina. 1923

La revolución cultural fue un conjunto de actividades realizadas en la República Socialista Federativa Soviética de Rusia y la Unión Soviética, dirigidas a una reestructuración radical de la vida cultural e ideológica de la sociedad. El objetivo era formar un nuevo tipo de cultura como parte de la construcción de una sociedad socialista, incluyendo un incremento en la proporción de personas de clases proletarias en la composición social de la intelectualidad.
La revolución cultural en la Unión Soviética, como un programa enfocado en la transformación de la cultura nacional, a menudo se estancó en la práctica y solo se implementó masivamente durante los primeros planes quinquenales. Como resultado, en la historiografía moderna existe una correlación tradicional, pero disputada, de la revolución cultural en la Unión Soviética únicamente con el período de 1928-1931. La revolución cultural en la década de 1930 se entendió como parte de una gran transformación de la sociedad y la economía nacional, junto con la industrialización y la colectivización. Además, en el curso de la revolución cultural, la organización de la actividad científica en la Unión Soviética experimentó una considerable reestructuración y reorganización.

## Terminología
El Instituto de Filosofía de la Academia de Ciencias de Rusia escribe que el término "revolución cultural" en Rusia apareció en el "Manifiesto Anarquista" de los hermanos Gordin en mayo de 1917, y fue introducido en el lenguaje político soviético por Vladimir Lenin en 1923 en el artículo "Sobre la cooperación": "Esta revolución cultural ahora bastaría para hacer de nuestro país un país completamente socialista; pero presenta inmensas dificultades de carácter puramente cultural (porque somos analfabetos) y material (para ser cultos debemos alcanzar un cierto desarrollo de los medios materiales de producción, debemos tener una cierta base material)".
Sin embargo, muchos estudiosos atribuyen la idea a Alexander Bogdanov y consideran que su movimiento cultural Proletkult fue el inicio de la Revolución Cultural en la Unión Soviética.

## Revolución cultural en los primeros años del poder soviético
La Revolución Cultural como un cambio en la ideología de la sociedad fue lanzada poco después de la Revolución de Octubre. El 23 de enero de 1918, apareció un Decreto sobre la Separación de la Iglesia del Estado y la Escuela de la Iglesia. Los elementos relacionados con la educación religiosa fueron eliminados del sistema educativo: teología, griego antiguo y otros. La tarea principal de la revolución cultural fue la introducción de los principios de la ideología marxista en las convicciones personales de los ciudadanos soviéticos.
Para implementar el programa en los primeros meses del poder soviético, se creó una red de órganos de la administración del partido-estado para la vida cultural de la sociedad: Agitprop (departamento del Comité Central del Partido Comunista de la Unión Soviética (Bolcheviques)), Glavpolitprosvet, Narcompros, Glavlit y otros. Las instituciones culturales fueron nacionalizadas: editoriales, museos, fábricas de cine; se abolió la libertad de prensa. La Constitución de la RSFSR de 1918, por su parte, proclamó que los trabajadores y campesinos debían tener los medios para imprimir y publicar:

Para asegurar a los trabajadores la libertad de expresión de opinión, la República Socialista Federativa Soviética de Rusia abolirá la dependencia de la prensa del capital y pondrá en manos de la clase trabajadora y del campesinado pobre todos los medios técnicos y materiales para la publicación de periódicos, folletos, libros y todos los demás productos de la imprenta, y proveerá su distribución gratuita en todo el país.

En el campo de la ideología, la propaganda atea se desarrolló ampliamente, la religión comenzó a ser perseguida, se organizaron clubes, almacenes y fábricas de producción en iglesias, y se introdujo una estricta censura.
La mayoría de las masas eran incultas y analfabetas: por ejemplo, de los resultados del censo de población de 1920 se desprendía que solo el 41.7% de la población mayor de 8 años sabía leer en la Rusia Soviética. La revolución cultural implicó principalmente la lucha contra el analfabetismo, que era necesaria para el posterior desarrollo científico y tecnológico. El trabajo cultural se limitó deliberadamente a formas elementales, porque, según algunos investigadores, el régimen soviético necesitaba una cultura de rendimiento, pero no una creativa. Sin embargo, la tasa de eliminación del analfabetismo por una variedad de razones fue insatisfactoria[cita requerida]. La educación primaria universal en la Unión Soviética fue de facto introducida en la década de 1930. El analfabetismo masivo fue eliminado después de la Segunda Guerra Mundial.
En este momento, se crearon alfabetos nacionales para varias nacionalidades (el Lejano Norte, Daguestán, Kirguistán, Bashkiria, Buriatia, etc.). Se desarrolló una amplia red de facultades obreras para preparar a la juventud trabajadora para el ingreso a las universidades, a las que se les abrió el camino, independientemente de la disponibilidad de educación primaria. Para educar a la nueva élite intelectual, se establecieron la Universidad Comunista Sverdlov, Istpart, la Academia Comunista y el Instituto de Profesores Rojos. Para atraer al "viejo" personal científico, se crearon comisiones para mejorar la vida de los científicos y se emitieron decretos pertinentes.
Al mismo tiempo, se tomaron medidas represivas para eliminar a los opositores políticos intelectuales: por ejemplo, más de 200 destacados representantes de la ciencia y la cultura rusas fueron expulsados del país en el Barco de los Filósofos. Desde finales de la década de 1920, los especialistas burgueses fueron "desplazados": "Juicio Académico", "Juicio de Shakhty", "Juicio del Partido Industrial", etc. Desde 1929, comenzaron a operar las "sharashki", oficinas técnicas especiales de prisioneros organizadas por los cuerpos de asuntos internos para llevar a cabo importantes trabajos de investigación y diseño.
En la década de 1920, tuvieron lugar discusiones en las organizaciones públicas y del partido soviético sobre los métodos y la dirección de la revolución cultural. Por ejemplo, en el verano de 1923, Leon Trotsky inició una campaña para discutir "cuestiones de la vida", publicando una serie de artículos en la prensa, que luego fueron recopilados en un folleto epónimo (se publicaron tres ediciones).
La hegemonía ideológica en la realización de la revolución cultural siempre permaneció en manos del partido. El Komsomol jugó un papel importante en el cumplimiento de las tareas del partido en la realización de la revolución cultural.

## Resultados de la revolución cultural en la Unión Soviética
Los éxitos de la revolución cultural incluyen el aumento de la tasa de alfabetización al 87.4% de la población (según el censo de 1939), la creación de un extenso sistema de escuelas secundarias y el significativo desarrollo de la ciencia y las artes. Al mismo tiempo, se formó una cultura oficial, basada en la ideología marxista-clase, "educación comunista", cultura y educación de masas, que era necesaria para la formación de un gran número de personal de producción y la creación de una nueva "inteligencia soviética" proveniente del entorno obrero-campesino.
Según una de las opiniones, durante este período, los medios de ideologización bolchevique provocaron una ruptura con las tradiciones del patrimonio cultural histórico de siglos.
Por otro lado, varios autores han desafiado esta posición y han llegado a la conclusión de que los valores y cosmovisiones tradicionales de la intelectualidad rusa, la pequeña burguesía y el campesinado solo se transformaron ligeramente durante la revolución cultural, y el proyecto bolchevique de crear un nuevo tipo de persona, es decir, el "nuevo hombre", debe considerarse en gran medida fallido.